# Herman Ze German and Friends
Herman Ze German & Friends è il secondo album solista di Herman Rarebell, un ex batterista degli Scorpions.
L'album vede la partecipazione di numerosi ospiti tra cui Don Dokken, che presta la sua voce in tre brani.

## Tracce
1. I´ll Say Goodbye - 4:07
2. Junk Funk
3. Destiny - 3:16
4. Rock Your Balls
5. Wipe Out
6. Hard Sensation - 3:45
7. Messing Around
8. Having a Good Time
9. Do It
10. Pancake

## Formazione
- Herman Rarebell - batteria
- Don Dokken - voce nelle tracce 1, 3, 6